# Forces of Nature
Forces of Nature is een Amerikaanse film uit 1999 geregisseerd door Bronwen Hughes. De hoofdrollen worden vertolkt door Ben Affleck en Sandra Bullock.

## Verhaal
Ben Holmes (Ben Affleck) is op weg naar zijn huwelijksfeest met Bridget (Maura Tierney) in Savannah (Georgia) maar een klein ongeluk verhindert hem te vertrekken met het vliegtuig. De enige oplossing is om per auto naar het huwelijk te gaan, samen met Sarah Lewis (Sandra Bullock) die ook naar Savannah onderweg is. Tijdens de reis doen zich allerlei vreemde gebeurtenissen voor, waardoor het lijkt alsof ze niet op hun bestemming mogen aankomen. Ondertussen voelt Ben zich verbonden met Sarah en overweegt hij of Bridget wel de juiste vrouw voor hem is.

## Rolverdeling
| Acteur          | Personage      |
| --------------- | -------------- |
| Ben Affleck     | Ben Holmes     |
| Sandra Bullock  | Sarah Lewis    |
| Maura Tierney   | Bridget Cahill |
| Steve Zahn      | Alan           |
| Blythe Danner   | Virginia       |
| Ronny Cox       | Hadley         |
| Michael Fairman | Richard Holmes |
| Richard Schiff  | Joe            |
| Athena Bitzis   | Juanita        |
| Afemo Omilami   | taxichauffeur  |

## Prijzen
- 1999 Teen Choice Awards

Gewonnen - Sandra Bullock
- 2000 Kids' Choice Awards

Genomineerd - Beste actrice: Sandra Bullock 

Genomineerd - Beste filmkoppel: Ben Affleck en Sandra Bullock
- 2000 Blockbuster Entertainment Awards

Genomineerd - Beste actrice in een romantisch komedie: Sandra Bullock 

Genomineerd - Beste vrouwelijke bijrol in een romantische komedie: Maura Tierney

Genomineerd - Beste mannelijke in een romantische komedie: Steve Zahn 

Gewonnen - Beste acteur in een romantische komedie: Ben Affleck